# Jargalant (distrikt i Mongoliet, Bajanchongor)
Jargalant (mongoliska: Жаргалант Сум, Жаргалант, Jargalant Sum) är ett distrikt i Mongoliet.   Det ligger i provinsen Bajanchongor, i den centrala delen av landet, 600 km väster om huvudstaden Ulaanbaatar.